# Swordquest
Swordquest è una serie di quattro videogiochi d'avventura pubblicati da Atari, Inc. tra il 1982 e il 1983 per la sua console Atari 2600. I sottotitoli dei quattro giochi sono Earthworld, Fireworld, Waterworld e Airworld (quest'ultimo inedito). Ogni gioco ha un nome ispirato a uno dei quattro elementi, e ognuno di essi ha una struttura dei livelli ispirata a una determinata filosofia.
Ognuno il sequel dell'altro, la serie segue le vicende dei gemelli Tarra e Torr contro il malvagio re Tyrannus e il suo consigliere, lo stregone Konjuro.
Ogni gioco veniva venduto insieme a un poster e a un fumetto DC Comics su Tarra e Torr, scritto da Roy Thomas e Gerry Conway e disegnato da George Pérez e Dick Giordano, con la stessa ambientazione del gioco, sebbene nei giochi si controlli un personaggio solitario.
Inizialmente Swordquest fu concepito come un unico gioco sequel di Adventure (di cui riprende molti aspetti), in seguito divenne un titolo autonomo e infine una serie di quattro giochi.

## Modalità di gioco
Il gameplay è in gran parte comune a tutti i quattro titoli. Muovendo un personaggio bisogna visitare le varie stanze dello scenario e utilizzare opportunamente i vari oggetti ritrovati. Ogni stanza è mostrata in pianta, ma nel passaggio dall'una all'altra si vede una breve animazione 3D del corridoio. A volte è necessario affrontare separatamente dei sottogiochi puramente d'azione, di diversi tipi, variabili tra i capitoli della serie e anche all'interno dello stesso capitolo. Consistono di solito nello schivare pericoli mobili, ma sono presenti anche semplici sparatutto e platform.
Il gameplay è basato anche su un'interazione tra il videogioco in sé e l'albo a fumetti venduto insieme ad esso: man mano che si raggiungono obiettivi si ha accesso a una coppia di numeri. Questa coppia di numeri corrisponde a una pagina e a una vignetta del fumetto, in cui un osservatore attento può trovare delle parole nascoste nell'immagine. La corretta raccolta e selezione di questi indizi permetteva di partecipare a un concorso.

## Concorso
La serie è tutt'oggi ricordata in quanto legata a un concorso, svoltosi negli Stati Uniti, con montepremi notevole: a ciascuno dei quattro videogiochi era abbinato un concorso con in palio un oggetto di grande valore, e un quinto premio per una sfida tra i quattro vincitori. I cinque premi avevano un valore complessivo stimato in 150.000$ dell'epoca.
Le parole ritrovate nei giochi come messaggi nascosti venivano inviate per posta alla sede della Atari. La ditta poi convocava coloro che erano riusciti a trovare quelle corrette per una finale in cui si giocava a una versione modificata del gioco: ogni giocatore aveva a disposizione 90 minuti per trovare più parole possibili; il vincitore di ogni torneo vinceva un gioiello valutato 25.000$.
Comunque, solo le prime due competizioni ebbero luogo, in quanto il concorso fu annullato, insieme allo sviluppo di Airworld, dopo le difficoltà organizzative avute in seguito all'acquisizione di Atari, Inc.
I premi erano:
- Talismano della penultima verità (Earthworld) – un medaglione di forma ottagonale d'oro a 18 carati con incastonati 12 diamanti e le 12 pietre tradizionalmente abbinate ai vari segni dello Zodiaco. Al centro del talismano c'era anche una spada d'oro bianco. Vinto da Steven Bell.
- Calice della luce (Fireworld) – un calice in oro e platino incastonato di giada verde, perle, diamanti, quarzo, rubini e zaffiri. Vinto da Michael Rideout.
- Corona della vita (Waterworld) – una corona in oro con incastonati diamanti, zaffiri, rubini, acquamarine e tormaline.
- Pietra filosofale (Airworld) – un grande frammento di giada bianca custodito in uno scrigno d'oro tempestato di diamanti, smeraldi, rubini e quarzo.

Era previsto inoltre che i quattro vincitori si affrontassero in una sfida finale con in palio la Spada della magia finale, una spada con lama in argento ed elsa in oro, con incastonate pietre preziose, del valore stimato in 50.000$. La sfida finale non ebbe mai luogo e per questo Bell e Rideout, vincitori delle prime due gare, furono risarciti con 15.000$ ciascuno.

### Attuale ubicazione dei premi
Il calice è ancora di proprietà di Rideout che attualmente lo custodisce in una camera blindata di una banca. Anche il talismano è ancora di proprietà di Bell, tuttavia ha venduto la piccola spada d'oro bianco situata al centro del medaglione, che in seguito è stata fusa.
I due vincitori, così come tutti coloro che hanno preso parte alle finali dei concorsi per Earthworld e Fireworld, hanno sempre dichiarato che i tre premi mai assegnati esistono in quanto furono esposti durante i tornei, anche su internet è possibile trovare delle immagini della spada; tuttavia non si ha notizia certa del loro destino. Alcune persone affermano di aver visto la Spada della magia finale appesa nel salotto di Jack Tramiel, l'uomo che ha acquistato la Atari dopo la crisi del 1983; il diretto interessato non ha mai confermato o smentito.

## Capitoli

### Earthworld
Earthworld è il primo capitolo della serie, sviluppato da Dan Hitchens e uscito nell'ottobre del 1982. La sua struttura è basata sullo Zodiaco ed è ambientato in un mondo sotterraneo. Il fumetto racconta anche le origini di Tarra e Torr.

### Fireworld
Fireworld, programmato da Tod Frye, uscì nel febbraio del 1983. La sua struttura è basata sul Sephirot, ovvero l'albero della vita della religione ebraica, ed è ambientato in un mondo infernale infuocato.

### Waterworld
Waterworld, programmato da Tod Frye, uscì probabilmente a fine 1983. La sua struttura è basata sui chakra ed è ambientato in un mondo marittimo.

### Airworld
Airworld, capitolo conclusivo della serie, non vide mai la luce, in quanto Atari dopo essere stata venduta e aver annullato il concorso decise di sopprimere l'intero progetto. Per anni sono circolate voci sull'esistenza di alcune copie pirata del gioco ormai quasi completo, tuttavia queste voci sono ritenute infondate dalla maggior parte degli appassionati. Molti anni dopo Tod Frye, programmatore dei quattro giochi, disse che Airworld era strutturato sui 64 esagrammi del Libro dei Mutamenti della filosofia cinese, e non raggiunse mai un livello di sviluppo del tutto giocabile; il relativo fumetto non fu mai realizzato, se non come idea generale. Il vincitore del concorso relativo avrebbe vinto la Pietra filosofale e la partecipazione al concorso finale per la Spada della magia finale.
L'11 novembre 2022 in occasione dei 50 anni di Atari è uscita su varie console la raccolta di giochi Atari 50: The Anniversary Celebration che include, dopo quasi 40 anni, anche il quarto capitolo Airworld, appositamente realizzato.